# 利伯蒂鎮區 (密蘇里州聖弗朗索瓦縣)
利伯蒂鎮區（英語：Liberty Township）是位於美國密蘇里州聖弗朗索瓦縣的一個行政鎮區。

## 地方資料
利伯蒂鎮區的面積為220.83平方千米，當中陸地面積為219.84平方千米，而水域面積為0.99平方千米。根據2020年美國人口普查的數據，當地共有人口2328人，而人口密度為每平方千米10.54人。